# Driakiew żółta
Driakiew żółta, d. żółtawa (Scabiosa ochroleuca L.) – gatunek rośliny z rodziny przewiertniowatych. Występuje w środkowej i południowej Europie, w europejskiej części Rosji, w Turcji, Kazachstanie, Mongolii i Chinach. W Polsce bardzo nierównomiernie rozprzestrzeniony – na niektórych obszarach pospolity (np. w pasie wyżyn, na Dolnym Śląsku, w rejonie doliny dolnej Wisły), gdzie indziej bardzo rzadki (np. na Pomorzu Zachodnim).

## Morfologia

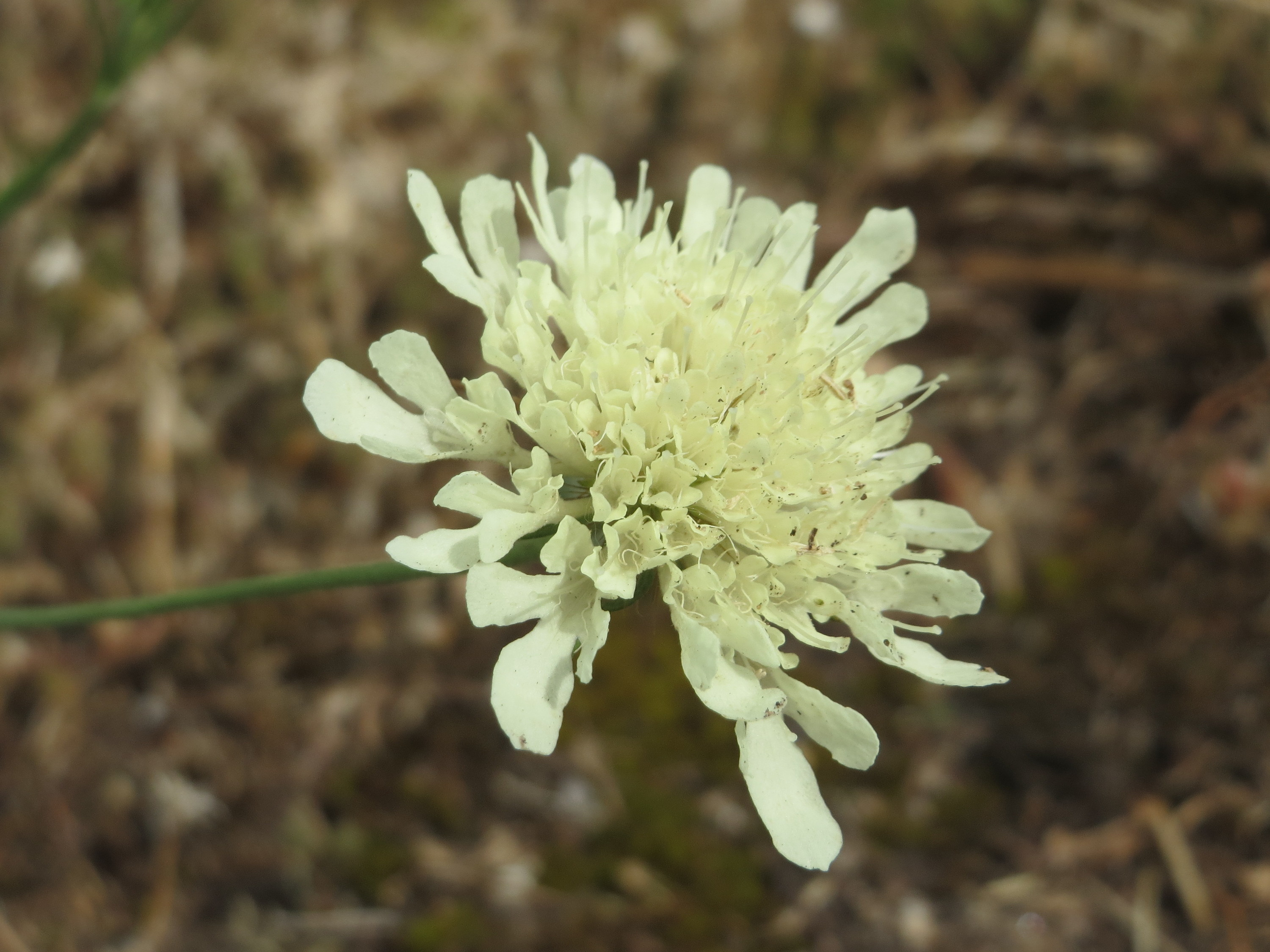
Kwiatostan

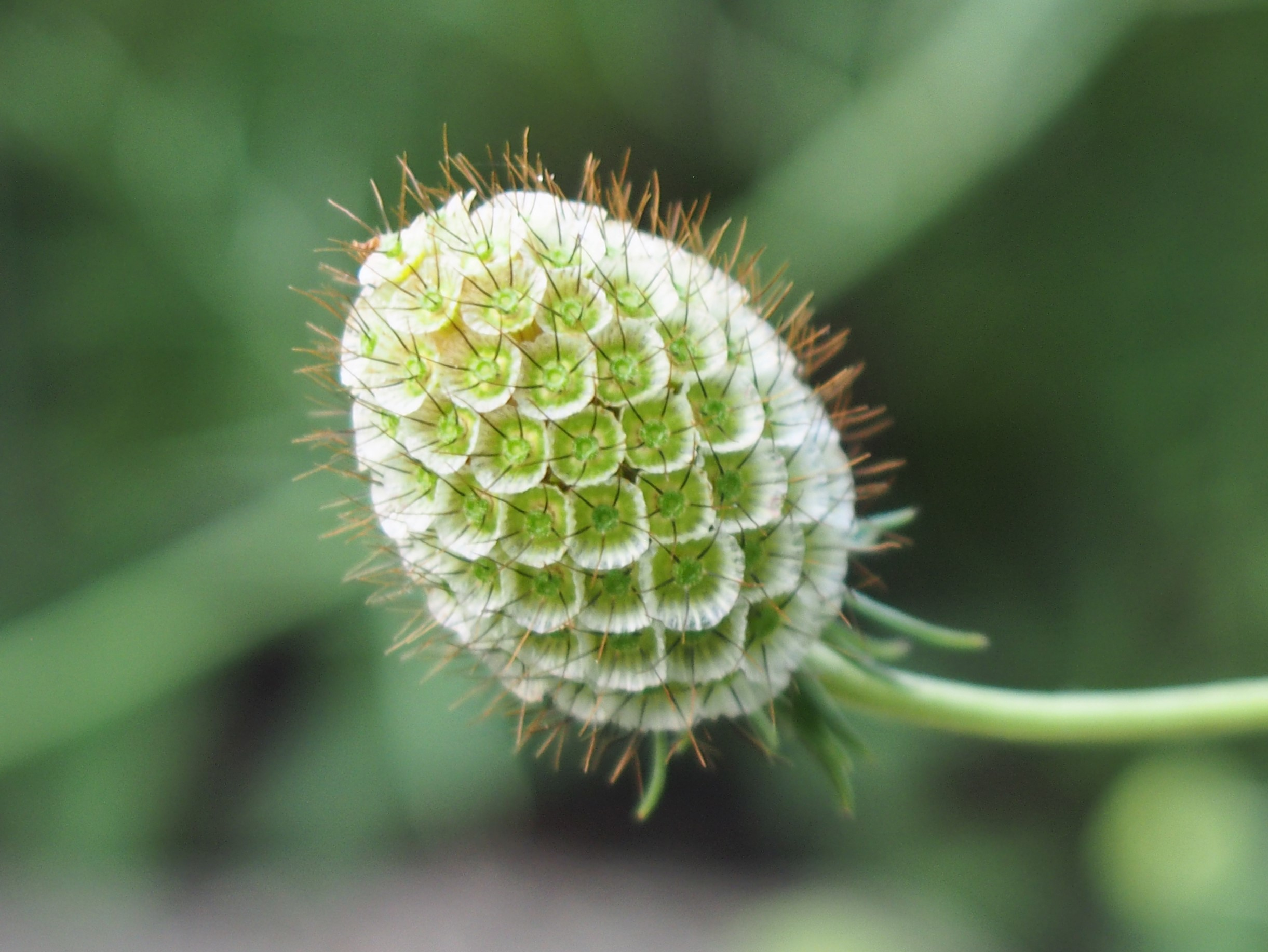
Owoce

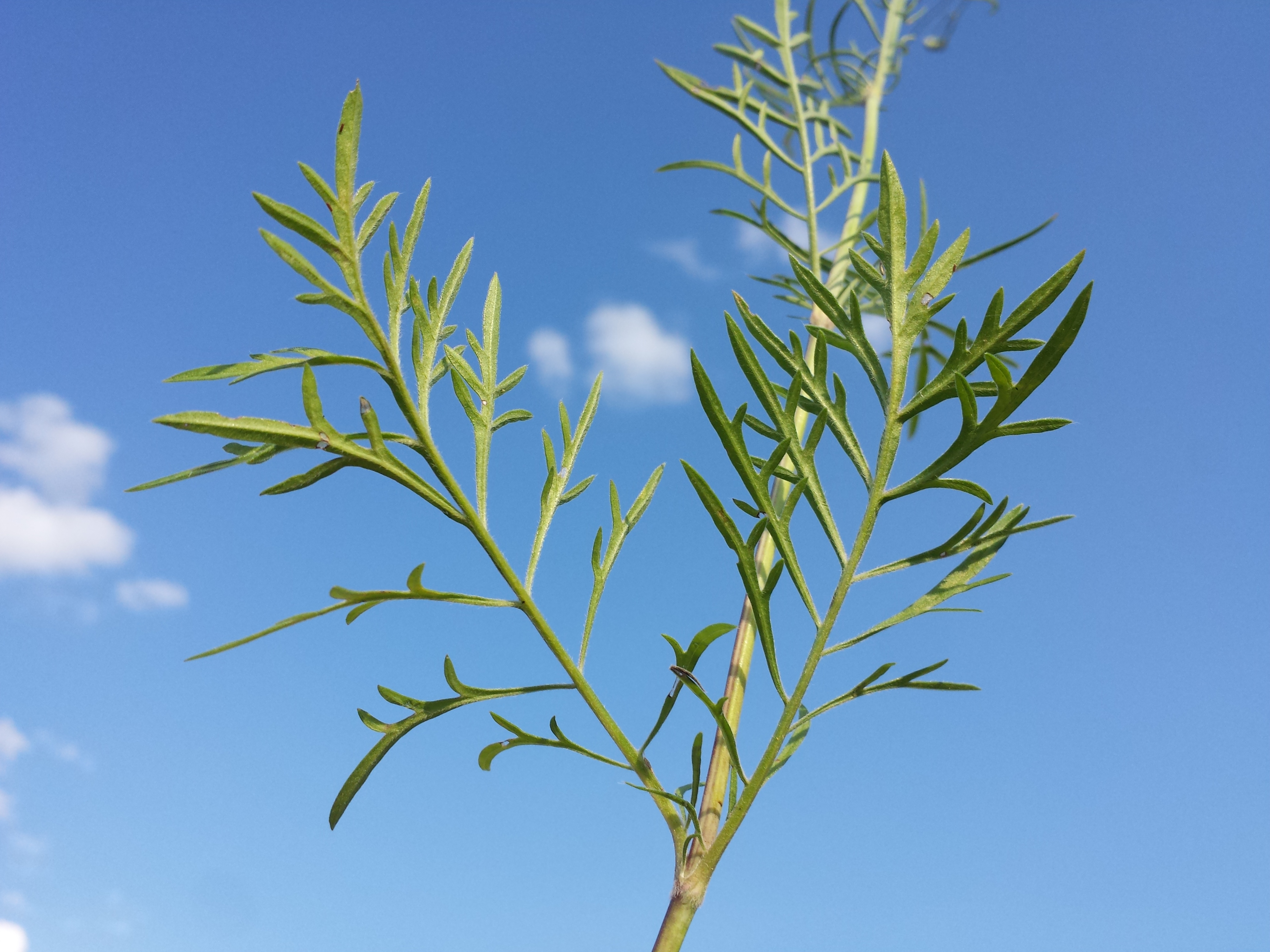
Liście

ŁodygaWzniesiona, rozgałęziająca się, w dolnej części gęsto owłosiona, górą słabiej. Osiąga wysokość 10–80 cm.
LiścieGęsto owłosione przylegającymi włoskami. Liście łodygowe 1–3-pierzastosieczne, złożone z równowąskich odcinków. Liście odziomkowe o lirowatym kształcie lub karbowane albo piłkowane.
KwiatyŻółtawobiałe, zebrane w półkulistą główkę o średnicy 1,5–3,5 cm i omszonych listkach okrywy. Na dnie główki łuseczkowate, drobne  przysadki. Kwiaty 5-krotne, lekko grzbieciste, bezwonne. Brzeżne kwiaty w koszyczku dużo większe. Posiadają miseczkowato rozszerzony na szczycie kieliszek o błoniastym brzegu. Kielich przekształcony w szczeciny, w młodych kwiatach brunatne.

## Biologia i ekologia
Bylina lub roślina dwuletnia, hemikryptofit. Siedlisko: suche zbocza, murawy, przydroża, świetliste zarośla. Kwitnie od czerwca do października. W klasyfikacji zbiorowisk roślinnych gatunek charakterystyczny dla rzędu (O.) Festucetalia valesiacae i Ass. Scabioso-Genistetum (lokalnie).

## Zmienność
Tworzy mieszańce z driakwią gołębią.